# Castello Bufalini
Il castello Bufalini è situato all'interno della piccola cittadina di San Giustino, in provincia di Perugia, nell'Alta Valle del Tevere. Dal 1480 al 1988 ed in seguito ceduto allo Stato, è sempre appartenuto all'omonima famiglia, originaria di Città di Castello.

## La casata

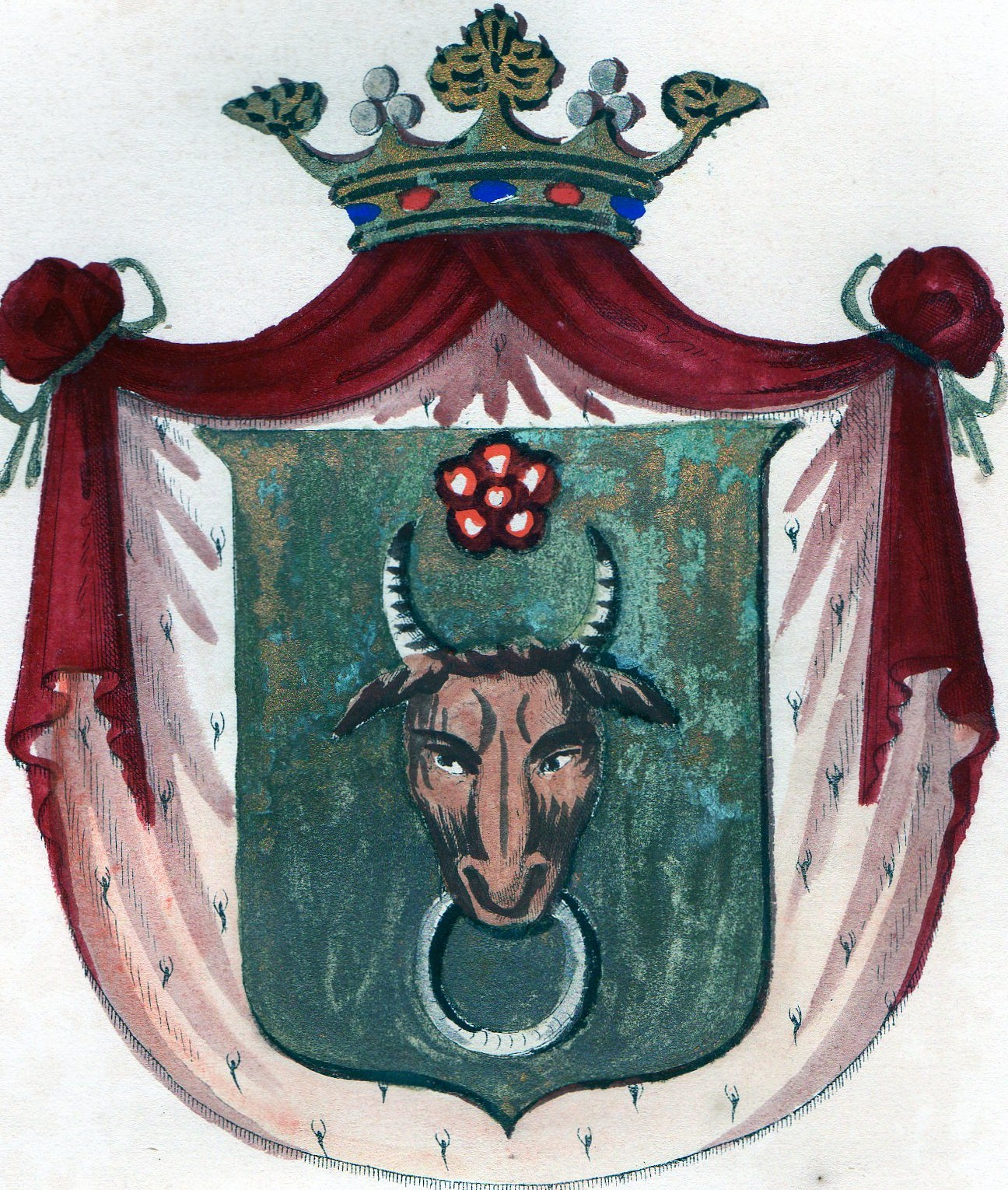
Lo stemma dei Bufalini
(litografia della fine dell'Ottocento)

La casata ebbe un ruolo significativo nel territorio e annoverò importanti personaggi, quali: Ortensia che, sposa di Pietro Mazzarino, ebbe da lui il futuro cardinale e primo ministro di Luigi XIII di Francia, Giulio Mazzarino (1602-1661); la poetessa Francesca Turini (1553-1641), terza moglie di Giulio I; Nicolò (+1506) che, oltre a far costruire il castello, fece realizzare a Roma, nella basilica di Santa Maria in Aracoeli, la cappella Bufalini, affrescata dal Pinturicchio (Storie di san Bernardino da Siena). Altro discendente celebre della casata fu Giovanni Ottavio Bufalini (1709-1782), terzo figlio del marchese Filippo Bufalini e della marchesa Anna Maria Sorbelli che fu arcivescovo dal 1754 e cardinale dal 1766.

## Descrizione e storia

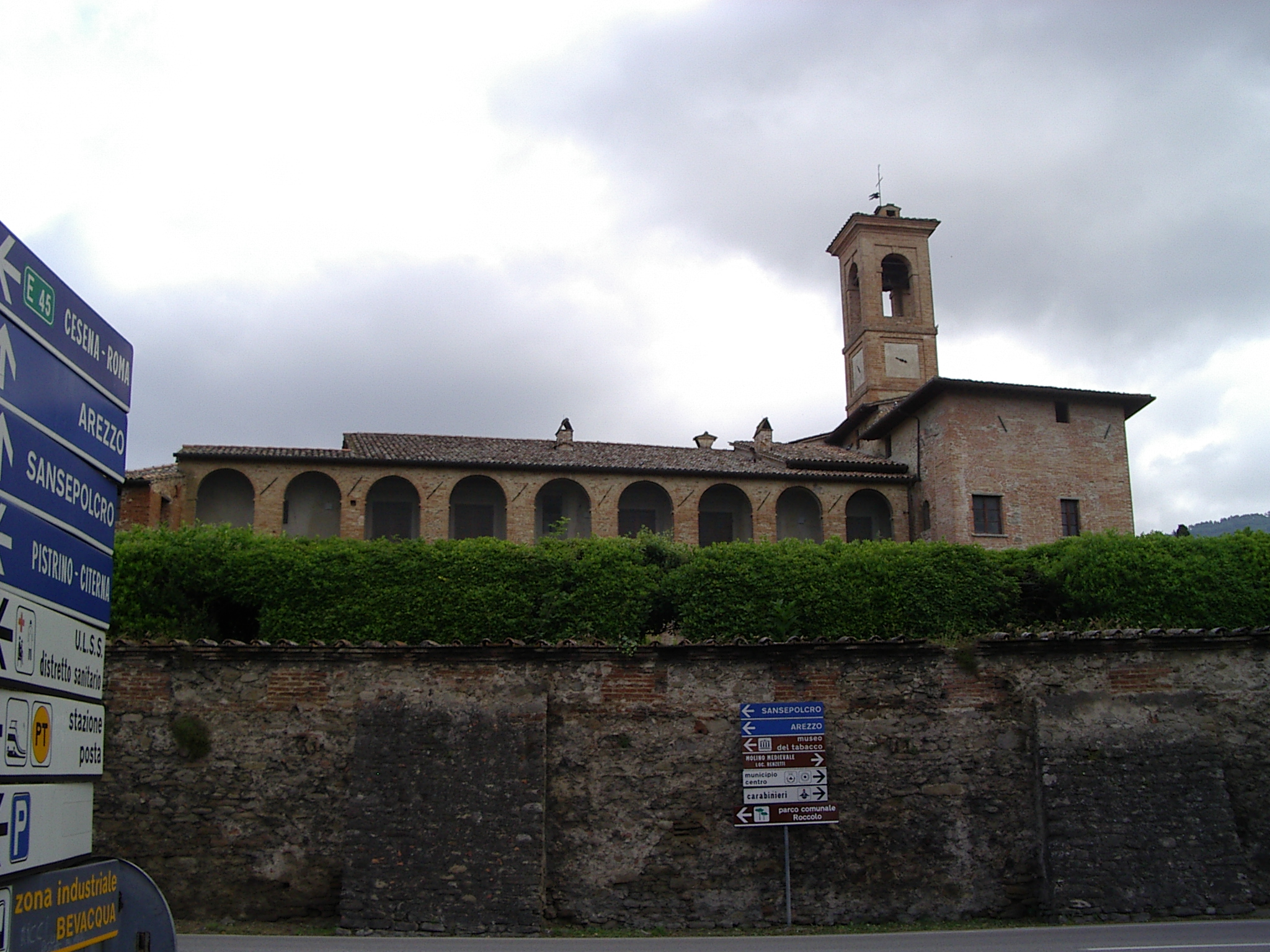
Castello visto dal retro

Al posto di un fortilizio distrutto, Nicolò Bufalini, figlio del priore di Città di Castello, Manno, erede del capostipite della stirpe Giovan Pietro, incaricò, nel 1487, l'architetto romano Mariano Savelli di progettare la costruzione di una fortezza quadrata con quattro torri di avvistamento.
La destinazione militare dell'edificio, però, durò poco: il conte di San Giustino Giulio I, nel 1530, incaricò il fiorentino Nanni Unghero, allievo di Antonio da Sangallo il Giovane, di elevare, al posto del forte, una dimora residenziale gentilizia con ariose logge e portici di gusto vasariano: vi risiederà, nell'ambito di una piccola corte, con le tre mogli che si avvicendarono, Giovanna di Bourbon del Monte, Elisabetta di Montevecchio e Francesca Turini che assicurerà la discendenza.
I fratelli Bufalini, Ventura e Giulio I, amanti dell'arte e secondo le tendenze dell'epoca, vollero che fosse il pittore manierista borghese Cristoforo Gherardi ad affrescare, con soggetti mitologici, le varie stanze del castello, tra cui la Sala del trono.
La maggior parte delle residenze nobiliari disponevano, infatti, di un trono scolpito e dorato, indispensabile nel caso di una visita del Papa.
Alla fine del secolo XVII, i conti Filippo I e Anna Maria di Bourbon di Sorbello, spesso residenti nel palazzo di Città di Castello, desiderarono rinnovare il maniero sottolineandone la vocazione di dimora di campagna (conformemente alle propensioni del tempo, circa il possesso di una villa fuori porta da parte delle grandi famiglie): l'artista locale Giovanni Ventura Borghesi modernizzò il complesso, a tal fine, creando anche un bellissimo giardino all'italiana,; accanto al giardino ora si mostra anche il "labirinto del passato", disegnato dalle siepi.
I Bufalini, intanto, ottennero dal Pontefice il rango di marchesi e proseguirono nell'abbellimento del castello, con nuovi affreschi e pregiata mobilia (che tuttora permane): la menzionata Sala del trono, la Stanza degli stucchi e la Galleria dei ritratti sono preziose testimonianze della vita lussuosa che si viveva in quel periodo.
La fornita biblioteca e l'archivio privato della famiglia hanno riservato piacevoli sorprese storiche agli studiosi che sovente li consultavano.